# رفیق، ماشین من کجاست؟
رفیق، ماشین من کجاست؟ (به انگلیسی: Dude, Where's My Car?) فیلمی محصول سال ۲۰۰۰ و به کارگردانی دنی لاینر است. در این فیلم بازیگرانی همچون اشتون کوچر، شان ویلیام اسکات، کریستی سوانسون، جنیفر گارنر، مارلا سوکولف، دیوید هرمان، هل اسپارکس، شارلی اوکونل، فردا فوه شن، کئون یونگ، برنت اسپاینر، اندی دیک، جودی آنا پترسون ایفای نقش کرده‌اند.